# Купинский район
Ку́пинский райо́н — административно-территориальная единица (район) и муниципальное образование (муниципальный район) в Новосибирской области России.
Административный центр — город Купино.

## География
Район расположен на юго-западе Новосибирской области, вытянувшись полосой от озера Чаны до казахстанской границы. Граничит с Чистоозёрным, Чановским, Барабинским, Здвинским и Баганским районами области и с Железинским районом Павлодарской области Казахстана.
Территория района — 5809 км². После демаркации границы полностью на территории Казахстана оказалось озеро Сладкое в связи с его усыханием. Государственная граница между Россией и Казахстаном проходит по берегу озера Сладкое.

## История
Территория современного Купинского района начала заселяться в конце XVII века. В 1650 году по причине неурожаев и голода сюда мигрировали посадские люди и крестьяне из северных и северо-восточных земель европейской части России: из Перми, Великого Устюга, Вычегодской Соли, Мезени и Кевролы.
Также сюда ссылали разинских казаков, а позднее и участников крестьянской войны под предводительством Емельяна Пугачёва. Сосланные на эту территорию в 1675 году донские казаки основали здесь ряд поселений: Мальково, Чумашки, Яркуль и т. д.
В 1860-е годы здесь насчитывалось около 20 населённых пунктов.
В 1886 году из села Купино Курской губернии прибыли Степан Купин, Пётр Семенякин, Илья Селютин, которые основали здесь поселение Моховое, переименованное в 1909 году по решению схода жителей в Купино.
В 1915 году в Купино прибыл первый поезд, благодаря железной дороге регион стал крупным поставщиком зерна в европейскую часть России.
Район образован в 1925 году в составе Барабинского округа Сибирского края. В 1930 году Барабинский округ был упразднён, а район вошёл в состав нового Западно-Сибирского края. В 1937 году район был включён в новообразованную Новосибирскую область.
В 1943 году после издания постановления «О неотложных мерах по восстановлению хозяйства в районах, освобожденных от немецкой оккупации» жителями Купинского района в Воронежскую область было отправлено 437 овец, 344 головы крупного рогатого скота, 184 бороны и 21 плуг.
В 1944 году за трудовые достижения Купинский район был награждён Красным знаменем Комитета обороны.

## Достопримечательности
Купинский район богат культурными и природными ценностями.

### Объекты природного наследия
- Озёра Чаны, Яркуль и Горькое (последнее известно своим лечебными свойствами при заболеваниях кожи, опорно-двигательного аппарата, органов дыхания);
- Охотничий заказник «Майское утро» (площадь  21800 га).

### Объекты историко-культурного наследия
- Церковь святого апостола - евангелиста Луки;
- Здание переселенческой больницы;
- Здание церковно-приходской школы;
- Мемориальный комплекс «Героям фронта и тыла»;
- Памятник В. И. Ленину;
- Обелиск в честь погибших учителей и учеников школы № 80 имени В. П. Кузнецова;
- Обелиск в честь погибших учителей и учеников школы № 105.

### Музеи
- Краеведческий музей;
- Музей глиняной игрушки.

## Население
| 2002    | 2009    | 2010    | 2011    | 2012    | 2013    | 2014    |
| ------- | ------- | ------- | ------- | ------- | ------- | ------- |
| 37 451  | ↘34 351 | ↘33 964 | ↘31 103 | ↘30 350 | ↘29 702 | ↘29 157 |
| 2015    | 2016    | 2017    | 2018    | 2019    | 2020    | 2021    |
| ↘28 863 | ↘28 589 | ↘28 316 | ↘28 066 | ↘27 740 | ↘27 488 | ↘26 113 |

### Урбанизация
В городских условиях (город Купино) проживают 57.69 % населения района.

## Муниципально-территориальное устройство
В муниципальный район входят 16 муниципальных образований, в том числе 1 городское поселение и 15 сельских поселений.
| №        | Муниципальное образование        | Административный центр | Количество населённых пунктов | Население (чел.) | Площадь (км²) |
| -------- | -------------------------------- | ---------------------- | ----------------------------- | ---------------- | ------------- |
| 1e-06    | Городское поселение:             |                        |                               |                  |               |
| 1        | Городское поселение город Купино | город Купино           | 1                             | ↗15 065          | 30,08         |
| 1.000002 | Сельские поселения:              |                        |                               |                  |               |
| 2        | Благовещенский сельсовет         | деревня Благовещенка   | 2                             | ↘406             | 368,92        |
| 3        | Вишнёвский сельсовет             | посёлок Советский      | 4                             | ↘835             | 366,09        |
| 4        | Копкульский сельсовет            | село Копкуль           | 4                             | ↘1410            | 475,06        |
| 5        | Ленинский сельсовет              | село Зятьковка         | 4                             | ↘851             | 305,51        |
| 6        | Лягушенский сельсовет            | село Лягушье           | 3                             | ↘1331            | 323,28        |
| 7        | Медяковский сельсовет            | село Медяково          | 6                             | ↘828             | 400,94        |
| 8        | Метелевский сельсовет            | село Метелево          | 4                             | ↘675             | 306,77        |
| 9        | Новоключевской сельсовет         | село Новоключи         | 3                             | ↘1095            | 278,90        |
| 10       | Новониколаевский сельсовет       | деревня Новониколаевка | 5                             | ↘831             | 332,09        |
| 11       | Новосельский сельсовет           | село Новоселье         | 3                             | ↘1059            | 329,44        |
| 12       | Рождественский сельсовет         | село Рождественка      | 1                             | ↘614             | 178,83        |
| 13       | Сибирский сельсовет              | посёлок Сибирский      | 3                             | ↘442             | 294,43        |
| 14       | Стеклянский сельсовет            | село Стеклянное        | 3                             | ↘979             | 403,76        |
| 15       | Чаинский сельсовет               | село Чаинка            | 5                             | ↘1045            | 309,69        |
| 16       | Яркульский сельсовет             | село Яркуль            | 3                             | ↘958             | 227,84        |

### Населённые пункты
В Купинском районе 56 населённых пунктов.
| №  | Населённый пункт | Тип              | Население | Муниципальное образование  |
| -- | ---------------- | ---------------- | --------- | -------------------------- |
| 1  | Алексеевка       | деревня          | ↘84       | Сибирский сельсовет        |
| 2  | Алфёровка        | деревня          | ↘109      | Метелевский сельсовет      |
| 3  | Аполиха          | деревня          | ↘125      | Медяковский сельсовет      |
| 4  | Басково          | село             | ↘125      | Новониколаевский сельсовет |
| 5  | Берёзовка        | деревня          | ↘195      | Метелевский сельсовет      |
| 6  | Благовещенка     | деревня          | ↘467      | Благовещенский сельсовет   |
| 7  | Васильевка       | деревня          | ↘126      | Вишнёвский сельсовет       |
| 8  | Весёлый Кут      | деревня          | ↘232      | Медяковский сельсовет      |
| 9  | Вишнёвка         | деревня          | ↘278      | Вишнёвский сельсовет       |
| 10 | Вороновка        | деревня          | ↘277      | Копкульский сельсовет      |
| 11 | Горносталиха     | деревня          | ↘14       | Лягушенский сельсовет      |
| 12 | Дружинино        | деревня          | ↘95       | Яркульский сельсовет       |
| 13 | Зятьковка        | село             | ↘414      | Ленинский сельсовет        |
| 14 | Искра            | деревня          | ↗62       | Новониколаевский сельсовет |
| 15 | Камышино         | деревня          | ↘467      | Ленинский сельсовет        |
| 16 | Киевка           | деревня          | ↘65       | Вишнёвский сельсовет       |
| 17 | Киргинцево       | деревня          | ↘590      | Новосельский сельсовет     |
| 18 | Копкуль          | село             | ↘675      | Копкульский сельсовет      |
| 19 | Красный Кут      | деревня          | ↘132      | Новоключевской сельсовет   |
| 20 | Красный Хутор    | деревня          | ↘47       | Новониколаевский сельсовет |
| 21 | Куликовка        | деревня          | ↘116      | Сибирский сельсовет        |
| 22 | Купино           | город            | ↗15 065   | город Купино               |
| 23 | Лукошино         | деревня          | ↗617      | Лягушенский сельсовет      |
| 24 | Лягушье          | село             | ↘867      | Лягушенский сельсовет      |
| 25 | Мальково         | деревня          | ↘186      | Чаинский сельсовет         |
| 26 | Медяково         | село             | ↘576      | Медяковский сельсовет      |
| 27 | Метелево         | село             | ↘579      | Метелевский сельсовет      |
| 28 | Митрофановка     | деревня          | ↘34       | Метелевский сельсовет      |
| 29 | Михайловка       | деревня          | ↘174      | Чаинский сельсовет         |
| 30 | Моревка          | деревня          | ↘125      | Ленинский сельсовет        |
| 31 | Новоказарино     | деревня          | ↘197      | Копкульский сельсовет      |
| 32 | Новоключи        | село             | ↘799      | Новоключевской сельсовет   |
| 33 | Новониколаевка   | деревня          | ↘446      | Новониколаевский сельсовет |
| 34 | Новорозино       | село             | ↘290      | Новониколаевский сельсовет |
| 35 | Новоселье        | село             | ↘690      | Новосельский сельсовет     |
| 36 | Орловка          | деревня          | ↘223      | Стеклянский сельсовет      |
| 37 | Петровка         | деревня          | ↘394      | Новоключевской сельсовет   |
| 38 | Петропавловка    | деревня          | ↘112      | Благовещенский сельсовет   |
| 39 | Покровка         | деревня          | ↘158      | Стеклянский сельсовет      |
| 40 | Рождественка     | село             | ↘665      | Рождественский сельсовет   |
| 41 | Селиваново       | деревня          | ↘1        | Благовещенский сельсовет   |
| 42 | Сергеевка        | деревня          | ↘12       | Чаинский сельсовет         |
| 43 | Сибирский        | посёлок          | ↘384      | Сибирский сельсовет        |
| 44 | Советский        | посёлок          | ↘535      | Вишнёвский сельсовет       |
| 45 | Спасск           | деревня          | ↘74       | Медяковский сельсовет      |
| 46 | Стеклянное       | село             | ↘738      | Стеклянский сельсовет      |
| 47 | Тюменка          | деревня          | ↘243      | Яркульский сельсовет       |
| 48 | Украинка         | деревня          | ↘114      | Медяковский сельсовет      |
| 49 | Успенка          | деревня          | ↘0        | Медяковский сельсовет      |
| 50 | Федосьевка       | деревня          | ↘49       | Новосельский сельсовет     |
| 51 | Чаинка           | село             | ↘533      | Чаинский сельсовет         |
| 52 | Чумашки          | село             | ↘515      | Копкульский сельсовет      |
| 53 | Шаитик           | деревня          | ↘335      | Чаинский сельсовет         |
| 54 | Яркуль           | село             | ↗882      | Яркульский сельсовет       |
| 55 | 142 км           | населённый пункт | ↗16       | Ленинский сельсовет        |

Законом от 6 декабря 2001 года были упразднены деревни Антоновка, Барбаши и Никитинка.
Законом от 7 июля 2007 года были упразднены хутора N20 и N92.
Законом от 5 мая 2011 года был упразднен населенный пункт железнодорожный разъезд 114 км.
Законом от 5 декабря 2016 года были упразднены населенные пункты: посёлок Казарма 150 км и железнодорожный разъезд 151 км.
Законом от 2 марта 2021 года упразднён (к 1 июля 2021 года) посёлок Питомник.

## Культура
На территории Купинского района находятся 15 культурно-досуговых центров, которые занимаются вопросами культуры и досуга в муниципальных образованиях сельских поселений.

## Экономика
Основными промышленными предприятиями района являются ОАО «Консервщик», Купинский рыбхоз, ООО «Восток-Ю». Имеются предприятия железнодорожного транспорта, так как по территории района проходит железнодорожная магистраль.
Сельскохозяйственным производством занимается 25 акционерных обществ, 3 ассоциации крестьянских хозяйств, 156 фермерских хозяйств. В сельском хозяйстве занято 30 % всех работающих. Основная специализация сельскохозяйственных предприятий — производство молока, мяса, зерновых культур. Одними из самых крупных и эффективных хозяйств района являются: ОАО им. «Ленина», ОАО «Лукошинское», ОАО «Новосельское», АФХ «Восход».

## Транспорт
По территории района проходит железнодорожная линия «Татарск—Карасук» Западно-Сибирской железной дороги. Протяжённость автомобильных дорог — 523,4 км, из них с твёрдым покрытием — 274,5 км.

## Выдающиеся жители
Герои Советского Союза:
- Ахмедов Михаил Васильевич;
- Бельский Алексей Ильич;
- Головащенко Сергей Куприянович;
- Ершов Алексей Иванович;
- Мартынов Иван Степанович;
- Матюнин Михаил Григорьевич;
- Мычко Иван Иванович;
- Смирнов Дмитрий Михайлович.

Большое количество выдающихся жителей Купинского района включено в книгу «Купинский район в именах и лицах».